# NGC 7337
NGC 7337 é uma galáxia espiral barrada (SBab) localizada na direcção da constelação de Pegasus. Possui uma declinação de +34° 22' 26" e uma ascensão recta de 22 horas, 37 minutos e 26,6 segundos.
A galáxia NGC 7337 foi descoberta em 10 de Setembro de 1849 por William Parsons.